# Myophthiria wilsoni
Myophthiria wilsoni är en tvåvingeart som beskrevs av Maa 1980. Myophthiria wilsoni ingår i släktet Myophthiria och familjen lusflugor. Inga underarter finns listade i Catalogue of Life.